# Президент Эритреи
Президент Государства Эритрея (тигринья ፕሬዝዳንትሃገረ ኤርትራ) — глава государства и правительства в Эритрее. Должность впервые появилась по конституции 1993 года и первоначально являлась церемониальной.

## Положение по конституции
В принятой в 1997 году конституции институту президента посвящены статьи 39—45. Согласно ей, президент избирается из членов Национальной ассамблеи большинством её членов на пять лет (сроки полномочий президента и парламента совпадают). Один и тот же человек не может занимать пост более двух раз.
Президент является главой исполнительной власти, с согласия Национальной ассамблеи назначает министров, судей верховного суда и других должностных лиц, осуществляет дипломатическое представительство.
При этом конституция 1997 года не вступила в действие. С 1993 года президентом страны бессменно является Исайяс Афеворки.

## Список президентов Эритреи
| Порядковый номер | Имя             | Имя | Вступил в должность | Оставил должность | Партия |
| ---------------- | --------------- | --- | ------------------- | ----------------- | ------ |
| 1                | Исайяс Афеворки |     | 24 мая 1993         |                   | НФДС   |